# Maurice Delarue
Pour les articles homonymes, voir Delarue.
Maurice Delarue, né le 26 juillet 1919 à Antrain (Ille-et-Vilaine) et mort le 10 mars 2013 à Saint-Malo, est un journaliste français.
Il est président de l'Union internationale de la presse francophone (1981-1983), et de l'Association de la presse diplomatique (1962-1963).

## Biographie
Durant l'Occupation, Maurice Delarue, étudiant en lettres à l'université de Rennes, prépare l'agrégation d'anglais. Il entre dans la Résistance et rejoint Défense de la France sous le nom de David,. Il prend possession de l'hôtel de police et de la prison lors de la libération de Rennes, le 4 août 1944.
À la fin de la Seconde Guerre mondiale, il commence sa carrière de journaliste à France-Soir, dirigé par Pierre Lazareff. Il en dirige le service étranger dès 1956.
Il rejoint Le Monde en 1972 et en devient le chroniqueur diplomatique jusqu'à sa retraite, en 1983.
Maurice Delarue meurt le 10 mars 2013, à Saint-Malo. Il est enterré au cimetière communal de Rothéneuf.